# Daniel-Alexandre Chavannes
Pour les articles homonymes, voir Chavannes.
Daniel-Alexandre Chavannes (Daniel-Alexandre-François-Etienne Chavannes), né le 21 juillet 1765 à Vevey et mort le 29 octobre 1846 à Lausanne, est un théologien, écrivain et scientifique suisse.

## Biographie
Après des études de théologie à l'Académie de Lausanne, où il est consacré pasteur en 1788, Daniel-Alexandre Chavannes débute comme pasteur suffragant à Vevey puis à Corsier-sur-Vevey, et en 1790-1791, continue de se former en Allemagne et en Hollande. Il épouse en 1793 Hélène-Cornélie Châtelain, fille de Daniel, bourgeois d'Amsterdam. En 1798, année de naissance de sa fille Herminie Chavannes, il participe à la fondation de la « Société des amis de la liberté et de l'égalité », tout en exerçant la fonction de catéchiste et sous-diacre à Vevey, paroisse dans laquelle il reste jusqu'en 1811. Sur le plan politique, il est député au Grand Conseil vaudois de 1803 à 1836, et secrétaire de ce Législatif durant 26 ans. 
Intellectuel au savoir encyclopédique, il appartient au Conseil académique dès 1806. Il est membre aussi de la Société d'émulation du canton de Vaud, de celle d'agriculture et d'économie générale (dont il publie les Feuilles bimensuelles durant 30 ans). En 1815, il participe à la création de la Société helvétique des sciences naturelles.
Scientifique enthousiaste, il se voit chargé en 1813 d'un cours de zoologie à l'Académie. Il enseigne dans cette institution durant trente ans et est nommé professeur honoraire en 1820. Spécialiste de la faune suisse, il contribue largement à la création en 1818 du Musée cantonal de zoologie, institution dans laquelle il dépose dès 1833 ses vastes collections personnelles.